# Walter Angus Keeling
Walter Angus Keeling (* 22. November 1873 in Kosse, Limestone County, Texas; † 22. Januar 1945 in San Antonio, Texas) war ein US-amerikanischer Jurist und Politiker, der von 1921 bis 1925 das Amt des Attorney General im Bundesstaat Texas ausübte. Nach seiner Berufung durch Präsident Franklin D. Roosevelt fungierte er von 1942 bis zu seinem Tod im Jahr 1945 als Bundesrichter am Bundesbezirksgericht für den westlichen Distrikt von Texas.

## Werdegang
Nach seinem Schulabschluss besuchte Walter Keeling die University of Texas in Austin, an deren School of Law er 1897 den Bachelor of Laws erwarb. Anschließend praktizierte er in Groesbeck als Rechtsanwalt. Von 1898 bis 1902 war Keeling stellvertretender Staatsanwalt im Limestone County, ehe er zwischen 1904 und 1908 den Posten des leitenden Staatsanwalts in diesem Bezirk innehatte. Von 1908 bis 1912 gehörte er dem Bezirksgericht im Limestone County an. 1912 wurde Keeling einer der stellvertretenden Attorneys General von Texas; im Jahr 1918 stieg er zum ersten Assistant Attorney General auf, was er bis 1921 blieb. Schließlich folgte er 1921 als Attorney General in der Staatsregierung auf Calvin M. Cureton. Ab 1925 war er wieder in seiner privaten Anwaltspraxis tätig.
Als Mitglied der Demokraten saß Keeling von 1908 bis 1910 im Staatsvorstand seiner Partei, dem Democratic State Executive Committee. Im Jahr 1928 wurde er als Ersatzdelegierter zur Democratic National Convention nominiert.
Am 16. Januar 1942 wurde Keeling durch Präsident Roosevelt als Nachfolger von Robert Johnston McMillan zum Richter am United States District Court for the Western District of Texas ernannt. Nach der Bestätigung durch den US-Senat, die am 26. Januar erfolgte, konnte er zwei Tage darauf sein Amt antreten. Dieses übte er bis zu seinem Tod am 22. Januar 1945 aus; sein Sitz fiel dann an Ben Herbert Rice. Er wurde auf dem Memorial Park Cemetery in Austin beigesetzt.